# لين نيكسون
لين نيكسون (بالإنجليزية: Lynn Nixon)‏ هي دراجة أسترالية، ولدت في 7 ديسمبر 1960.

## وصلات خارجية
- لين نيكسون على موقع أرشيف الدراجات (الإنجليزية)
- لين نيكسون على موقع إحصائيات الدراجات الإحترافية (الإنجليزية)